# Alphawezen
Alphawezen ist eine deutsche Band. Hinter dem Namen steckt der Aachener Musiker und Komponist Ernst Wawra in Zusammenarbeit mit der Sängerin Asu Yalcindag.

## Geschichte
Das Projekt Alphawezen war ursprünglich im Umfeld von instrumentaler Elektronischer Musik angesiedelt und hat sich seit dem ersten Album L'Après-Midi d'un Microphone (2001, Mole Listening Pearls) durch die Zusammenarbeit mit der Sängerin Asu Yalcindag zu einer Art melodisch-melancholischem Ambient-Elektronik-Pop entwickelt.
Asu Yalcindag schreibt zudem die meisten Texte für die Band. Seit der Veröffentlichung des ersten Albums und der Singleauskopplung Gai Soleil ist sie fester Bestandteil des Projekts.
Im September 2004 erschien das zweite Alphawezen-Album En Passant bei Holophon. In Anne Fontaines Film Nathalie mit Emmanuelle Béart und Gérard Depardieu von 2003 ist Alphawezen mit dem Song Gai Soleil zu hören. Im Oktober 2007 wurde das dritte Album Comme Vous Voulez bei Mole Listening Pearls veröffentlicht.
Im Februar 2016 erschien nach einer längeren Pause die Single My Funny Valentine mit zwei Gastmusikern: Sopranistin Soetkin Elbers und Akkordeonspieler Manfred Leuchter.
Im August 2023 kündigte die Band an, dass noch im Jahr 2023 ein viertes Album erscheinen werde. Am 29. September 2023 erschien vorab die erste Single Milk.

## Diskografie
- 2023: Source (2 x 12" Vinyl)
- 2016: My Funny Valentine (Download Single)
- 2011: Smile (Download Single)
- 2009: Snow / Glow (2 x CD)
- 2009: Gun Song / Days Remixes (12" Vinyl)
- 2008: I Like You (Download)
- 2008: Gun Song (Download)
- 2007: Comme Vous Voulez (CD Album)
- 2004: En Passant (CD Album)
- 2004: Speed of Light (Download)
- 2004: Welcome to Machinarchy (12" Vinyl Maxi)
- 2004: The Bruxelles EP (Download)
- 2001: L'après-midi d'un Microphone (CD Album)
- 2001: Into the Stars (12" Vinyl Maxi / MLP)
- 2000: Gai Soleil (12" Vinyl Maxi / MLP)
- 1998: Wald1 (CD-R Album)

## Videos
- 2023: Run
- 2023: Milk
- 2023: Freeze
- 2008: Days
- 2007: Speed of Light
- 2002: Electricity Drive
- 2001: Into the Stars
- 2000: Frost
- 1999: Gai Soleil